# Dichelyma japonicum
Dichelyma japonicum är en bladmossart som beskrevs av Jules Cardot 1909. Dichelyma japonicum ingår i släktet klomossor, och familjen Fontinalaceae. Inga underarter finns listade i Catalogue of Life.